# Masters of Formula 3 2010

De RTL GP Masters of Formula 3 2010 is de twintigste editie van de Masters of Formula 3. De race, waarin Formule 3 teams uit verschillende Europese kampioenschappen tegen elkaar uitkomen, werd verreden op 6 juni 2010 op het Circuit Park Zandvoort. In het voorprogramma van de race gaf Sebastian Vettel een demonstratie in zijn Red Bull Racing auto.
De race werd voor de tweede maal op rij gewonnen door Valtteri Bottas. Hij werd hiermee de eerste coureur in de historie die de race meer dan één keer wist te winnen. Bottas' teamgenoot Alexander Sims werd tweede, voor Marco Wittmann.

## Inschrijvingen
| Team               | No | Rijder                 | Chassis | Motor      | Kampioenschap        |
| ------------------ | -- | ---------------------- | ------- | ---------- | -------------------- |
| ART Grand Prix     | 1  | Valtteri Bottas        | Dallara | Mercedes   | Formule 3 Euroseries |
| ART Grand Prix     | 2  | Alexander Sims         | Dallara | Mercedes   | Formule 3 Euroseries |
| ART Grand Prix     | 3  | Jim Pla                | Dallara | Mercedes   | Formule 3 Euroseries |
| Carlin Motorsport  | 4  | Jean-Éric Vergne       | Dallara | Volkswagen | Britse Formule 3     |
| Carlin Motorsport  | 5  | Jazeman Jaafar         | Dallara | Volkswagen | Britse Formule 3     |
| Carlin Motorsport  | 6  | Lucas Foresti          | Dallara | Volkswagen | Britse Formule 3     |
| Carlin Motorsport  | 7  | Rupert Svendsen-Cook   | Dallara | Volkswagen | Britse Formule 3     |
| Signature          | 9  | Edoardo Mortara        | Dallara | Volkswagen | Formule 3 Euroseries |
| Signature          | 10 | Marco Wittmann         | Dallara | Volkswagen | Formule 3 Euroseries |
| Signature          | 11 | Laurens Vanthoor       | Dallara | Volkswagen | Formule 3 Euroseries |
| Signature          | 12 | Stef Dusseldorp        | Dallara | Volkswagen | Duitse Formule 3     |
| Hitech Racing      | 14 | Gabriel Dias           | Dallara | Volkswagen | Britse Formule 3     |
| Hitech Racing      | 15 | William Buller         | Dallara | Volkswagen | Britse Formule 3     |
| Mücke Motorsport   | 16 | Roberto Merhi          | Dallara | Mercedes   | Formule 3 Euroseries |
| Mücke Motorsport   | 17 | Carlos Muñoz           | Dallara | Mercedes   | Formule 3 Euroseries |
| Mücke Motorsport   | 18 | Nigel Melker           | Dallara | Mercedes   | GP3 Series           |
| Prema Powerteam    | 21 | Daniel Juncadella      | Dallara | Mercedes   | Formule 3 Euroseries |
| Prema Powerteam    | 22 | Nicolas Marroc         | Dallara | Mercedes   | Formule 3 Euroseries |
| Sino Vision Racing | 24 | Adderly Fong           | Dallara | Mercedes   | Britse Formule 3     |
| Sino Vision Racing | 25 | Wayne Boyd             | Dallara | Mercedes   | Britse Formule 3     |
| Motopark Academy   | 27 | António Félix da Costa | Dallara | Volkswagen | Formule 3 Euroseries |
| Motopark Academy   | 28 | Matias Laine           | Dallara | Volkswagen | Formule 3 Euroseries |
| Manor Motorsport   | 30 | Hywel Lloyd            | Dallara | Mercedes   | Britse Formule 3     |
| Manor Motorsport   | 31 | Rio Haryanto           | Dallara | Mercedes   | GP3 Series           |

## Kwalificatie
| Positie | Nr. | Rijder                 | Team               | Q1       | Q2        |
| ------- | --- | ---------------------- | ------------------ | -------- | --------- |
| 1       | 2   | Alexander Sims         | ART Grand Prix     | 1:31.724 | 1:30.956  |
| 2       | 1   | Valtteri Bottas        | ART Grand Prix     | 1:31.728 | 1:31.122  |
| 3       | 10  | Marco Wittmann         | Signature          | 1:31.841 | 1:31.463  |
| 4       | 16  | Roberto Merhi          | Mücke Motorsport   | 1:31.991 | 1:31.461  |
| 5       | 17  | Carlos Muñoz           | Mücke Motorsport   | 1:32.127 | 1:31.667  |
| 6       | 18  | Nigel Melker           | Mücke Motorsport   | 1:32.667 | 1:31.687  |
| 7       | 9   | Edoardo Mortara        | Signature          | 1:31.812 | 1:31.713  |
| 8       | 4   | Jean-Éric Vergne       | Carlin Motorsport  | 1:31.992 | 1:31.765  |
| 9       | 15  | William Buller         | Hitech Racing      | 1:32.747 | 1:31.780  |
| 10      | 3   | Jim Pla                | ART Grand Prix     | 1:32.544 | 1:31.812  |
| 11      | 27  | António Félix da Costa | Motopark Academy   | 1:32.150 | 1:31.969  |
| 12      | 21  | Daniel Juncadella      | Prema Powerteam    | 1:36.221 | 1:31.993  |
| 13      | 5   | Jazeman Jaafar         | Carlin Motorsport  | 1:32.724 | 1:32.070  |
| 14      | 11  | Laurens Vanthoor       | Signature          | 1:32.077 | geen tijd |
| 15      | 12  | Stef Dusseldorp        | Signature          | 1:32.868 | 1:32.086  |
| 16      | 7   | Rupert Svendsen-Cook   | Carlin Motorsport  | 1:33.008 | 1:32.125  |
| 17      | 14  | Gabriel Dias           | Hitech Racing      | 1:32.803 | 1:32.238  |
| 18      | 22  | Nicolas Marroc         | Prema Powerteam    | 1:33.008 | 1:32.430  |
| 19      | 6   | Lucas Foresti          | Carlin Motorsport  | 1:33.046 | 1:32.529  |
| 20      | 28  | Matias Laine           | Motopark Academy   | 1:33.170 | 1:32.569  |
| 21      | 30  | Hywel Lloyd            | Manor Motorsport   | 1:33.194 | 1:32.777  |
| 22      | 31  | Rio Haryanto           | Manor Motorsport   | 1:35.889 | 1:33.099  |
| 23      | 25  | Wayne Boyd             | Sino Vision Racing | 1:33.753 | 1:34.798  |
| 24      | 24  | Adderly Fong           | Sino Vision Racing | 1:33.834 | 1:34.501  |

## Race
| Positie | Nr. | Rijder                 | Team               | Ronden | Tijd/Verschil | Grid |
| ------- | --- | ---------------------- | ------------------ | ------ | ------------- | ---- |
| 1       | 1   | Valtteri Bottas        | ART Grand Prix     | 25     | 41:38.851     | 2    |
| 2       | 2   | Alexander Sims         | ART Grand Prix     | 25     | +1.131        | 1    |
| 3       | 10  | Marco Wittmann         | Signature          | 25     | +11.054       | 3    |
| 4       | 4   | Jean-Éric Vergne       | Carlin Motorsport  | 25     | +12.693       | 8    |
| 5       | 9   | Edoardo Mortara        | Signature          | 25     | +18.563       | 7    |
| 6       | 14  | Gabriel Dias           | Hitech Racing      | 25     | +1:07.717     | 17   |
| 7       | 6   | Lucas Foresti          | Carlin Motorsport  | 25     | +1:11.166     | 19   |
| 8       | 25  | Wayne Boyd             | Sino Vision Racing | 25     | +1:14.084     | 25   |
| 9       | 30  | Hywel Lloyd            | Manor Motorsport   | 25     | +1:15.227     | 21   |
| 10      | 31  | Rio Haryanto           | Manor Motorsport   | 24     | +1 ronde      | 22   |
| 11      | 15  | William Buller         | Hitech Racing      | 24     | +1 ronde      | 9    |
| 12      | 16  | Roberto Merhi          | Mücke Motorsport   | 24     | +1 ronde      | 4    |
| 13      | 7   | Rupert Svendsen-Cook   | Carlin Motorsport  | 24     | +1 ronde      | 16   |
| 14      | 18  | Nigel Melker           | Mücke Motorsport   | 24     | +1 ronde      | 6    |
| 15      | 17  | Carlos Muñoz           | Mücke Motorsport   | 24     | +1 ronde      | 5    |
| 16      | 21  | Daniel Juncadella      | Prema Powerteam    | 23     | +2 ronden     | 12   |
| 17      | 24  | Adderly Fong           | Sino Vision Racing | 23     | +2 ronden     | 24   |
| 18      | 27  | António Félix da Costa | Motopark Academy   | 23     | +2 ronden     | 11   |
| 19      | 22  | Nicolas Marroc         | Prema Powerteam    | 23     | +2 ronden     | 18   |
| 20      | 28  | Matias Laine           | Motopark Academy   | 22     | +3 ronden     | 20   |
| 21      | 12  | Stef Dusseldorp        | Signature          | 22     | +3 ronden     | 15   |
| 22      | 11  | Laurens Vanthoor       | Signature          | 22     | +3 ronden     | 14   |
| DNF     | 5   | Jazeman Jaafar         | Carlin Motorsport  | 2      | Uitgevallen   | 13   |
| DNF     | 3   | Jim Pla                | ART Grand Prix     | 2      | Uitgevallen   | 10   |

1991 · 1992 · 1993 · 1994 · 1995 · 1996 · 1997 · 1998 · 1999 · 2000 · 2001 · 2002 · 2003 · 2004 · 2005 · 2006 · 2007 · 2008 · 2009 · 2010 · 2011 · 2012 · 2013 · 2014 · 2015 · 2016
Lijst van coureurs